# Kupferstichkabinett Berlin
Le Kupferstichkabinett (cabinet des estampes) est un établissement muséal faisant partie des Musées d'État de Berlin. Il occupe un bâtiment au Kulturforum, situé Potsdamer Platz, dans le quartier de Tiergarten à Berlin-Mitte, en Allemagne.
Cette institution est le plus grand musée d'arts graphiques d'Allemagne. Elle possède l'une des quatre plus importantes collections de ce genre dans le monde. Son inventaire compte plus de 500 000 estampes et quelque 110 000 œuvres d'art sur papier, tels que pastels, dessins, aquarelles et esquisses à l'huile.